# Роквуд (округ Хаббард, Миннесота)
Роквуд (англ. Rockwood) — тауншип в округе Хаббард, Миннесота, США. На 2000 год его население составило 469 человек.

## География
По данным Бюро переписи населения США площадь тауншипа составляет 93,3 км², из которых 85,9 км² занимает суша, а 7,4 км² — вода (7,97 %).

## Демография
По данным переписи населения 2000 года здесь находились 469 человек, 158 домохозяйств и 139 семей. Плотность населения — 5,5 чел./км². На территории тауншипа расположено 247 построек со средней плотностью 2,9 построек на один квадратный километр. Расовый состав населения: 96,16 % белых, 0,21 % афроамериканцев, 2,13 % коренных американцев, 0,85 % азиатов и 0,64 % приходится на две или более других рас. Испанцы или латиноамериканцы любой расы составляли 0,43 % от популяции тауншипа.
Из 158 домохозяйств в 41,1 % воспитывались дети до 18 лет, в 82,3 % проживали супружеские пары, в 4,4 % проживали незамужние женщины и в 11,4 % домохозяйств проживали несемейные люди. 9,5 % домохозяйств состояли из одного человека, при том 3,8 % из — одиноких пожилых людей старше 65 лет. Средний размер домохозяйства — 2,97, а семьи — 3,14 человека.
30,7 % населения — младше 18 лет, 3,8 % — в возрасте от 18 до 24 лет, 29,9 % — от 25 до 44, 24,5 % — от 45 до 64, и 11,1 % — старше 65 лет. Средний возраст — 37 лет. На каждые 100 женщин приходилось 111,3 мужчин. На каждые 100 женщин старше 18 приходилось 104,4 мужчин.
Средний годовой доход домохозяйства составлял 46 563 доллара, а средний годовой доход семьи — 47 639 долларов. Средний доход мужчин — 36 250 долларов, в то время как у женщин — 22 188. Доход на душу населения составил 15 305 долларов. За чертой бедности находились 7,1 % семей и 8,6 % всего населения тауншипа, из которых 8,3 % младше 18 и 22,5 % старше 65 лет.